# Dos-vert à tête noire
Nesocharis shelleyi
Espèce
Statut de conservation UICN

 LC  : Préoccupation mineure
Le Dos-vert à tête noire (Nesocharis shelleyi) est une espèce de passereau placée dans la famille des Estrildidae.

## Répartition
Cet oiseau se trouve au Cameroun, en Guinée équatoriale et au Nigeria.